# ヘルマン・エンデ
ヘルマン・グスタフ・ルイ・エンデ（Hermann Gustav Louis Ende、1829年3月4日 - 1907年8月10日）は、ドイツ（プロイセン王国）の建築家。明治政府のお雇い外国人。
ベルリンの建設学校ベルリン・バウアカデミー建築学校教授として後進を指導した（後に学長）。1860年に後輩のヴィルヘルム・ベックマンとともに建築設計事務所を開設。ネオバロック様式の作品を遺した。 

## 経歴
父カールゴットフリートはランツベルク・アン・デア・ヴァルテで本屋を経営。また美術愛好家であったという。
1837年、8歳のとき、一家でベルリンに引っ越し、エンデはドロテーエンシュタット市立学校に進学する。1841年から1846年までは、ベルリンのケルン・ギムナジウムで学ぶ。その後、医学を志そうとしていたが教育費用がかかるため、また製図能力を生かすため、1867年にポツダムの測量学校に進学。1848年にプロイセン建築局測量士に認定され、1849年までポツダムの測量業務に従事。1850年からはポツダム市建築監ユリウス・マンガーのもとで建築業務に従事し、ミヒャエル教会の建設に携わる。
1851年、ベルリン・バウアカデミーに進学する。途中1853年から1年間兵役。1852年、建築家協会に入会。1855年、試験に合格し建築監督の資格を取得。また成績優秀のため旅行奨学金を受給したほか、再度アカデミーで教育を受ける。この間バウアカデミー教授フェルディナント・フォン・アルニムのもとで設計の補佐を務める。
1856年、ナウムブルク近郊のプフォルタ学院で農学校の建設に従事。
1857年、のちのパートナー、ヴィルヘルム・ベックマンと国外旅行を共にする。イタリア滞在中にローマのドイツ芸術家協会に入会。
1858年に優等国賞を受賞。1859年、バウマイスター試験を受験し、同年資格取得。ベルリン美術アカデミー主催設計競技にも入選し賞金を得る。その後帝国宰相官邸の改築に従事。
1860年、商務大臣を務めていたアウグスト・フォン・デア・ハイトのためにフォン・デア・ハイト邸を設計（現ドイツ・プロイセン文化財団事務総局）。

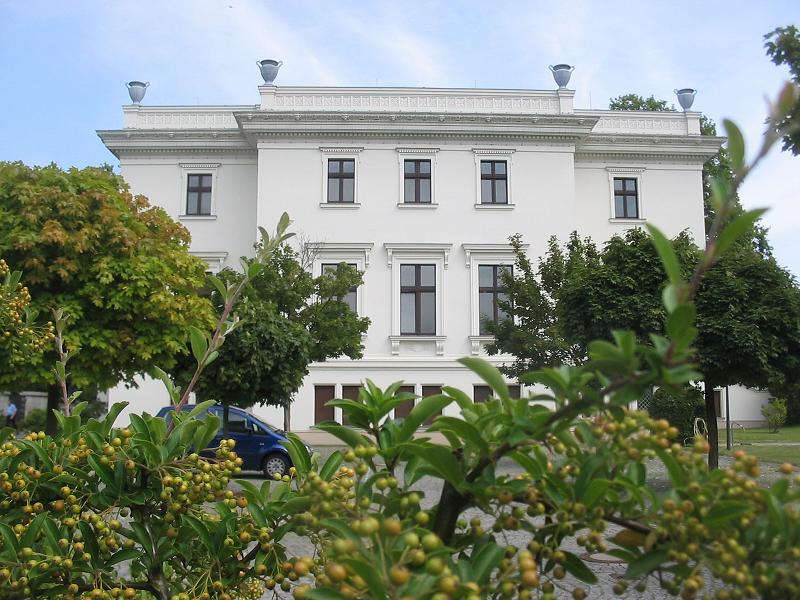
フォン・デア・ハイト邸

また同年、ベックマンと協働で建築設計事務所を開設。1864年、自邸を手がける。
1866年には一時バウアカデミーの助手を務める。
1874年、プロイセン美術アカデミー会員。1876年、美術アカデミー評議員。
1878年、バウアカデミー教授就任。プロイセン技術建築局役員。
1881年にシャルロッテンブルク工科大学建築学科教授。途中建築学科評議員。
1882年、美術アカデミー副学長。1883年、プロイセン技術建築局建設並建築アカデミー建築部長。1886年からは工科大学のほか美術アカデミーでも講義をもち教師兼務。さらにこの年開設のマイスターアトリエ建築コースの教授に就任。1895年、美術アカデミー学長。
1896年には建築設計事務所を閉じる。1897年には工科大学教授を退官。
1907年、永眠。遺言により基金が設立され、工科大学学生に奨学金支給がなされる。

## 官庁集中計画
日本の外務大臣井上馨は、西洋式の建築による首都計画（官庁集中計画）により近代国家としての体制を整えようとしており、1887年、エンデ＝ベックマン事務所と日本政府は契約を結んだ。ベックマン、エンデ、所員のヘルマン・ムテジウス、リヒャルト・ゼール、カルロス・チーゼ技師（煉瓦製造）、ブリーグレップ博士（セメント製造）、ジェームス・ホープレヒト（ベルリン都市計画の父と呼ばれる）ら総勢12名が来日し、計画に関わった。
まずベックマンらが来日し、都市計画などの案を作成した。当初の計画（ベックマン案）では日比谷・霞ヶ関付近に議事堂、中央官庁などを集中して建築する壮大な都市計画案であったが、後に縮小された。
エンデはベルリンで作成した設計図を持って、翌1887年に来日した。奈良や京都などの社寺も見学して、同年帰国した。（その後、日本の古建築のデザインを採り入れた和洋折衷様式の議事堂計画案なども作成したが、採用されなかった）   

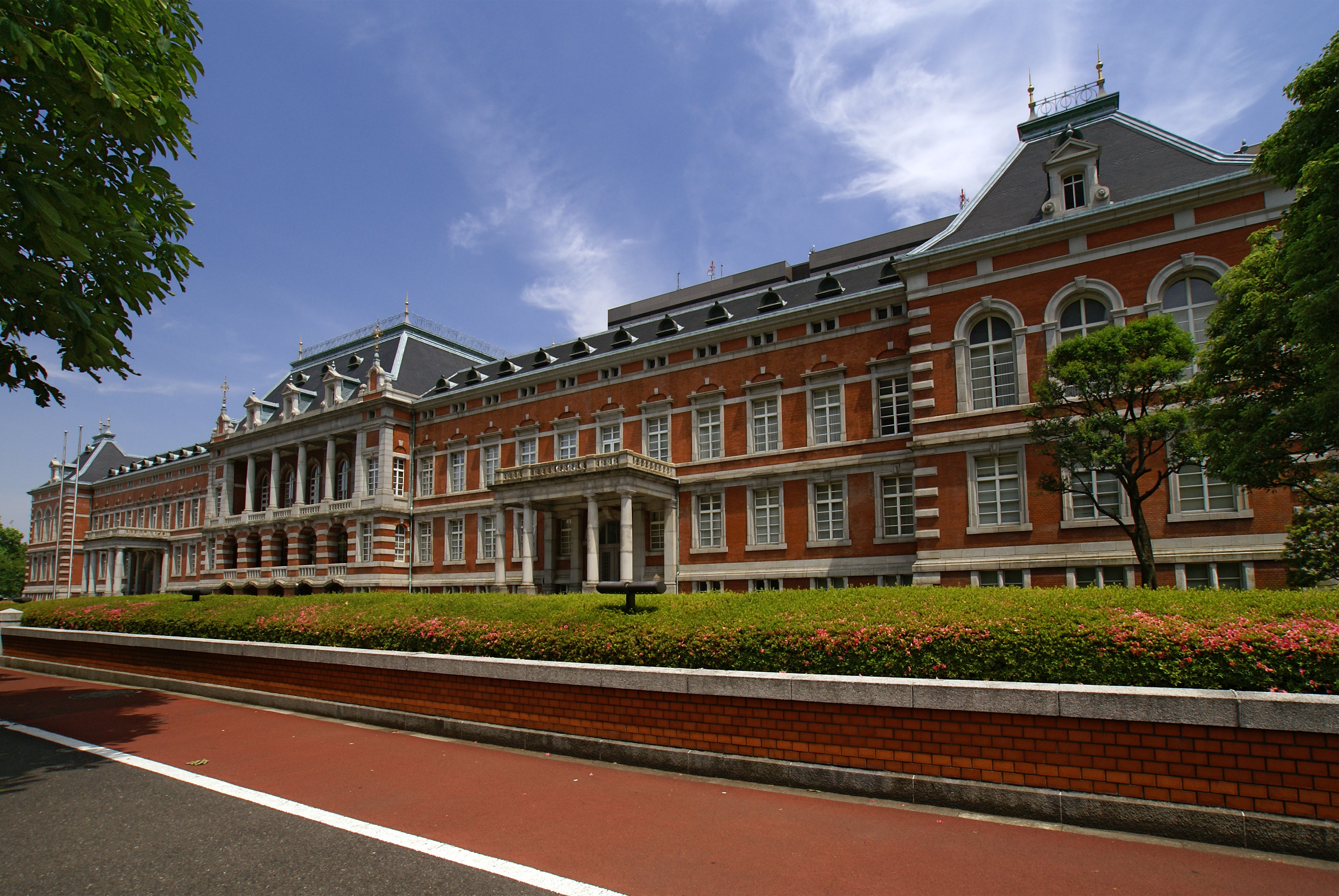
旧司法省庁舎

エンデの帰国後まもなく、井上が条約改正の失敗により失脚したことで官庁集中計画は破棄された。議事堂・司法省・裁判所の3棟については設計が続けられたが、結局、1890年にはエンデ＝ベックマンに契約解除が通告された。後にエンデ＝ベックマン設計の司法省、裁判所だけが実現した。  

## 日本の作品
- 旧司法省庁舎（現存）
- 大審院庁舎（取壊）